# NGC 2289
NGC 2289 је лентикуларна галаксија у сазвежђу Близанци која се налази на NGC листи објеката дубоког неба.
Деклинација објекта је + 33° 28' 45" а ректасцензија 6h 50m 53,6s. Привидна величина (магнитуда) објекта NGC 2289 износи 13,5 а фотографска магнитуда 14,5. NGC 2289 је још познат и под ознакама UGC 3560, MCG 6-15-10, CGCG 175-18, NPM1G +33.0089, PGC 19716.